# Вишневецкая, Софья Касьяновна
Со́фья Касья́новна Вишневе́цкая (20 января [1 февраля] 1899, Киев, Российская империя — 1962, Москва, СССР) — советская театральная художница и сценаристка. Лауреат Сталинской премии второй степени (1951).

## Биография
Окончила школу живописи А. А. Мурашко и в 1916—1920 годах училась в киевской Художественной мастерской у А. А. Экстер. С 1921 года работала в Московском Камерном театре. Участница выставок с 1928 года. Произведения экспонировались на Всемирной выставке в Нью-Йорке (1939). Персональные выставки работ проходили в Москве (1933, 1945), Ленинграде (1945). Работы хранятся в ГЦТМ им. А. А. Бахрушина, в Санкт-Петербургском музее театрального и музыкального искусства, и других музеях. Член ВКП(б) с 1941 года.
Умерла в 1962 году (по другим данным — в апреле 1963 года). Похоронена в Москве на Новодевичьем кладбище вместе с третьим мужем, драматургом В. В. Вишневским (участок № 2).

## Семья
Первым браком была замужем за писателем Евгением Яковлевичем Хазиным, братом своей подруги Н. Я. Мандельштам; вторым браком (с 1924 года) — за поэтом Николаем Альфредовичем Адуевым. Третий брак (заключён не позднее 1941 года) — с Всеволодом Вишневским.

## Награды и премии
- Сталинская премия второй степени (1951) — за оформление спектакля «Незабываемый 1919-й» В. В. Вишневского на сцене ЛАТД имени А. С. Пушкина